# Policía de Fronteras de Israel

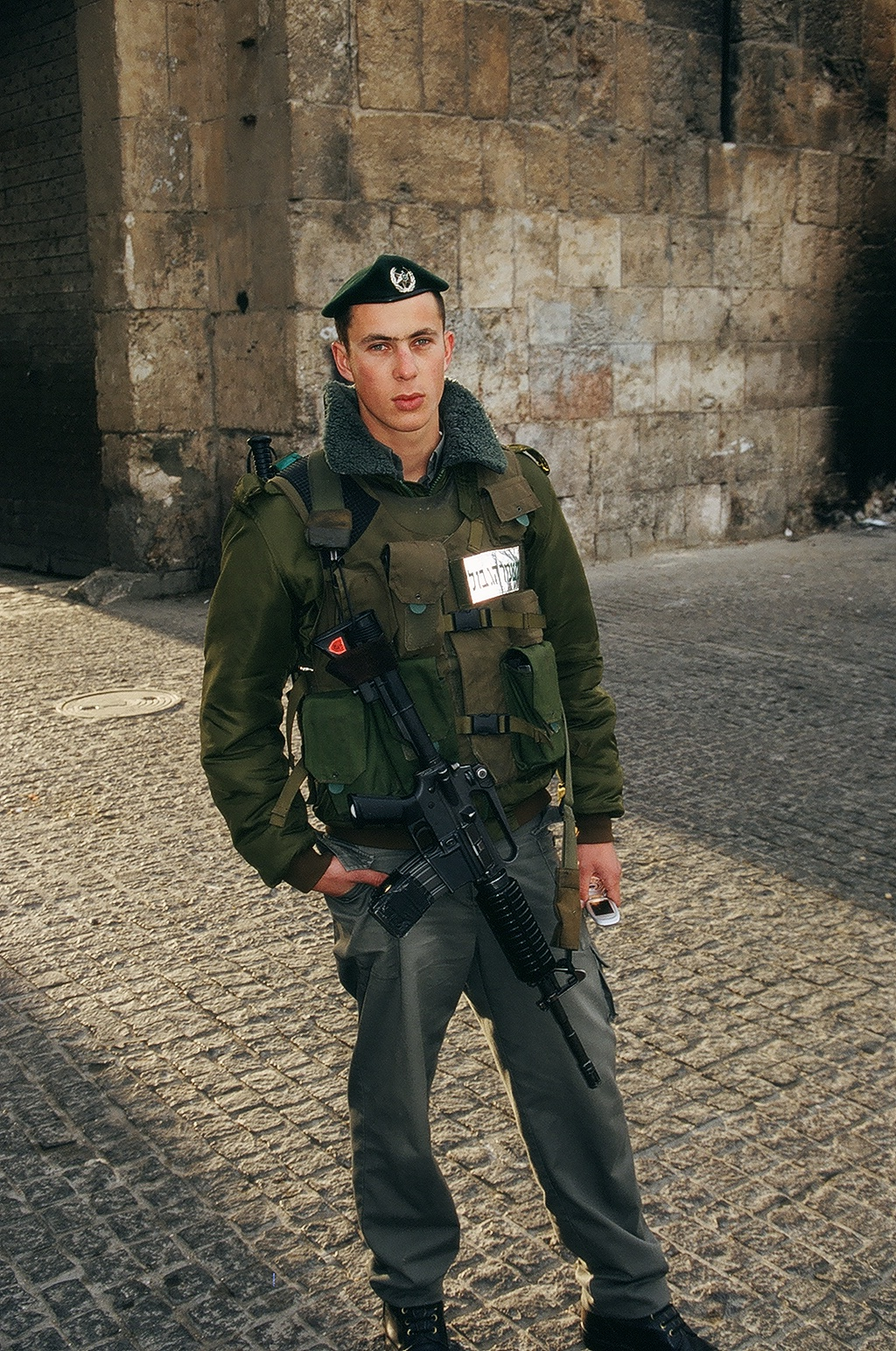
Un policía de frontera israelí.

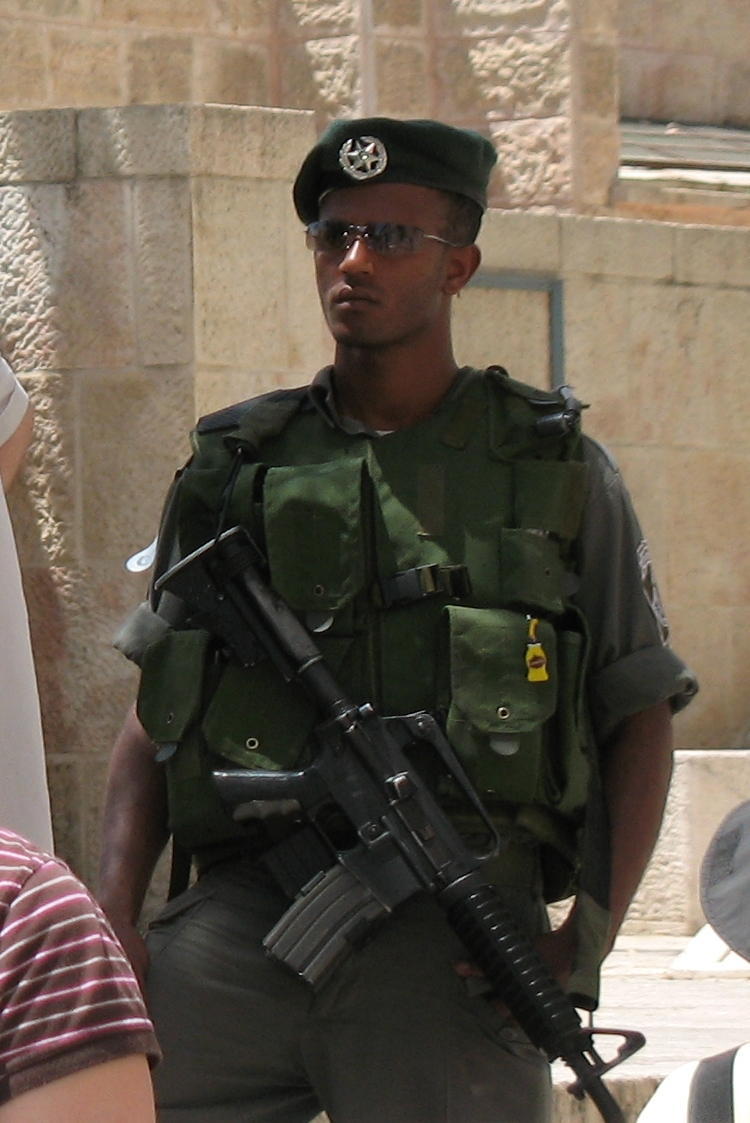
Beta Israel miembro de la Policía de Fronteras de Israel.

La Policía de Fronteras de Israel (hebreo: משמר הגבול, Mishmar HaGvul) es la rama de la policía israelí encargada de la vigilancia fronteriza. Se la suele conocer también por su acrónimo hebreo (Magav, מג"ב), que significa guardia de frontera. Fue instaurada en 1949, como cuerpo policial dependiente de las Fuerzas Armadas, con la misión de vigilar las zonas rurales y los confines fronterizos. La Policía de Fronteras se ocupó desde el principio de la seguridad de los nuevos asentamientos y de evitar la infiltración de palestinos, especialmente a través de la frontera con Egipto y Jordania. En los últimos años, también ha participado en operaciones antiterroristas y en sofocar revueltas como la Intifada de Al-Aqsa. El área donde se destina un mayor número de efectivos es la ciudad de Jerusalén, considerado el punto de mayor riesgo para la seguridad, donde prácticamente la totalidad de agentes uniformados que patrullan las calles son guardias de frontera. Además de Jerusalén, se ocupan de la seguridad en ciudades cisjordanas como Yenín, Tulkarem, Qalqilyah, Nablús, Jericó, Ramallah y Hebrón. El cuerpo, que se estima en unos 6000 efectivos, cuenta entre sus filas con miembros no judíos (cristianos, drusos, beduinos y árabes). Está formado por profesionales a sueldo, aunque es reforzado por reclutas destinados desde las Fuerzas Armadas. También cuenta entre sus miembros con un importante número de voluntarios, que se integran en unidades especiales y no reciben pago alguno, muchos de ellos procedentes de la inmigración judía. Todos ellos reciben entrenamiento de combate y antiterrorista, además del trabajo específicamente policial y antidisturbios. En 2005, la Policía de Fronteras participó de forma destacada en el Plan de retirada unilateral de la Franja de Gaza. 
- Datos: Q74484
- Multimedia: Israel Border Police / Q74484